# Hjälmaröd
Hjälmaröd (Hielmerød) är en by i Vitaby socken i Simrishamns kommun belägen i backarna strax ovanför Vitemölla och Kivik.
Byn utgörs av en mindre samling fritidshus och större gårdar. Den sandhed där Kiviks marknad äger rum ligger egentligen i Hjälmaröd.[källa behövs]